# プロダクトアウト/マーケットイン
プロダクトアウト/マーケットインとは、製造業やサービス業等の業界が商品の開発や生産、販売活動を行う上での姿勢を表す「日本で生まれた抽象概念」である。

## 概要
1980年代、高度経済成長期が終焉を迎えようとしていた日本では、生活必需品を始め多くの製品群で大量生産技術が高度化し、製品の供給量が需要量を上回り、市場が飽和するようになっていた。生き残りを図る多くの経営者は「消費者がより必要とするモノを提供する」という事業方針へ舵を切った。このような考え方が後にマーケットインと呼ばれるようになり、プロダクトアウトという呼び方はマーケットインに対比するものとして生まれた。
1990年代から2000年代初頭の日本では「マーケットインこそが正しくプロダクトアウトは間違い」、「売れたものが良いもの」と言う考えが急速に拡がり、企業が新たな価値を創出すると言った考えは軽んじられる傾向が生まれた。一方、日本でマーケットインという考えが隆盛期にあったこの時代においてもアメリカやヨーロッパでは「革新的商品があって初めて顧客にニーズが生まれる」といった方針に基づた開発を行う(日本でいうところの)プロダクトアウト型の企業が多くの業界で優位性を持ち続け、(日本でいうところの)マーケットインという考えはあまり受け入れられなかった。
2000年代後半に入ると、日本の大手企業の多くが日本市場に参入してきた海外企業に劣勢を強いられることとなる。特にIT業界・電機業界ではAppleやグーグル、アマゾンを始めとしたアメリカ企業に支配的な地位を奪われるまで至っている。かつては逆にアメリカ市場を脅かすほどの勢いがあった日本企業が短期間で凋落した要因に関して、アップル創業者のスティーブ・ジョブズは「素人同然の市場や顧客のニーズを意識しすぎた点（マーケットインへの過剰な傾倒）」をあげている。
2010年頃になると1990年代に叫ばれていた「マーケットインこそが正しくプロダクトアウトは間違い」、「売れたものが良いもの」という考えは影を潜めるようになり、それどころか「プロダクトアウトかマーケットインか」という二元論的な考え方自体が否定されるようになり、これらの用語自体の再定義まで考えられるようになっている。

## 両者の特徴、長短
プロダクトアウトでは、コア技術として選択した独自の技術の利用を優先し、その独自技術に合わせた商品を作り出す。コア技術戦略が上手くできる条件が揃えば、独占的または寡占的な市場を作り出し、巨大な利益を得ることができる。ただしコア技術に強く結びついた創造的な商品を作り出す能力と、新しい価値を顧客に伝えるためのプロモーション能力が必要となる。
マーケットインでは、顕著化している顧客ニーズへの適合を優先し、そのニーズに応えるための技術開発を行う。複数の企業が競合しても多くの企業が潤うような市場であれば、十分な利益を得ることができる。ただし真似されやすい製品やサービスになりやすく、市場そのものがコモディティ化しやすく、価格競争に陥りやすい。